# Điện Phương
Điện Phương is een xã in het district Điện Bàn, een van de districten in de Vietnamese provincie Quảng Nam.
Điện Phương ligt op de noordelijke oever van de Thu Bồn. Ter plaatse splitst zich de Cáu Móng af van de Thu Bồn. In het oosten van Điện Phương komen de rivieren weer samen en vormen dan de Hội An.
Een belangrijke verkeersader in Vĩnh Điện is de Quốc lộ 1A. Điện Phương heeft ruim 14.000 inwoners op een oppervlakte van 10,26 km².